# Osculum Obscenum
Osculum Obscenum è il secondo album in studio gruppo musicale melodic death metal svedese Hypocrisy, pubblicato nel 1993 dalla Nuclear Blast.

## Il disco
Eredita dal precedente Penetralia le sonorità Death Metal tipicamente svedesi e le tematiche, sempre incentrate sul satanismo, l'occultismo e l'anticristianesimo.

## Edizioni
Il disco è stato ristampato nel 1996, con otto tracce bonus provenienti dagli EP Pleasure of Molestation e Inferior Devoties.

## Tracce
- Tutti i testi scritti da Masse Broberg.

1. Pleasure of Molestation - 6:01
2. Exclamation of a Necrofag - 5:07
3. Osculum Obscenum - 5:07
4. Necronomicon - 4:14
5. Black Metal (Venom cover) - 2:54
6. Inferior Devoties - 4:42
7. Infant Sacrifices - 4:15
8. Attachment to the Ancestor - 5:35
9. Althotas - 4:21

### Bonus track (ristampa 1996)
Bonus track

#### Inferior Devoties
1. Symbol of Baphomet - 2:56
2. Mental Emotions - 3:13
3. God Is a Lie - 2:58
4. Black Magic (Slayer cover) - 3:22

#### Pleasure of Molestation
1. Pleasure of Molestation (demo) - 4:38
2. Exclamation of a Necofag (demo) - 5:10
3. Necronomicon (demo) - 4:14
4. Attachment to the Ancestor (demo) -	4:38

### Bonus track (ristampa ri-masterizzata del 2013)
Bonus track
1. Pleasure of Molestation (Live) - 2:39
2. Osculum Obscenum (Live) - 3:10
3. Necronomicon (Live) - 4:16

## Crediti
Crediti
- Masse Broberg - voce
- Peter Tägtgren - chitarra, tastiere, voce, produttore, missaggio
- Mikael Hedlund - basso
- Lars Szöke - batteria
- Markus Staiger - produttore
- Thomas Springare - fotografia
- Wes Benscoter - art direction
- Peter Almlöf - logo